# Creux du Van
Creux du Van är ett stup i Schweiz.   Det ligger i kantonen Neuchâtel, i den västra delen av landet, 50 km väster om huvudstaden Bern. Creux du Van ligger 1 232 meter över havet.
Terrängen runt Creux du Van är kuperad åt nordväst, men åt sydost är den bergig. Creux du Van ligger uppe på en höjd. Runt Creux du Van är det ganska glesbefolkat, med 38 invånare per kvadratkilometer.. Närmaste större samhälle är Neuchâtel, 17,1 km öster om Creux du Van. 
Omgivningarna runt Creux du Van är en mosaik av jordbruksmark och naturlig växtlighet.